# Cảnh Dương cung
Cảnh Dương cung (chữ Hán: 景阳宫) là một cung điện thuộc Đông lục cung tại Tử Cấm Thành, Bắc Kinh. "Cảnh Dương" có ý nghĩa "Chiêm ngưỡng ánh sáng mặt trời"

## Lịch sử
Cảnh Dương cung được xây dựng vào năm Vĩnh Lạc thứ 18 của nhà Minh (1420), ban đầu có tên là "Trường Dương cung" (长阳宫), đến năm Gia Tĩnh thứ 14 (1535) thì đổi tên thành Cảnh Dương cung. Sau khi nhà Thanh tiếp quản Tử Cấm Thành vẫn giữ nguyên tên cũ thời Minh, đến năm Khang Hi thứ 25 (1686) thì tiến hành trùng tu. Vào thời Minh, đây là nơi ở của các phi tần, và Hiếu Tĩnh Hoàng hậu, mẹ ruột của thái tử Chu Thường Lạc của Hoàng đế Minh Thần Tông, đã bị giam ở đây để không được gặp Thái tử. Sau khi được xây dựng lại vào năm 1686, nó đã được chuyển đổi thành một nơi lưu trữ và bảo quản. Các hiện vật tráng men trong Tử Cấm Thành được trưng bày ở đây quanh năm.
Cung tọa lạc ở phía Đông Bắc của Đông Lục cung, tương ứng với hướng Đông Bắc trong Bát quái đồ, sách Kinh dịch gọi là "Kỳ Đạo Quang Minh", vì vậy mà cung được đặt tên là "Cảnh Ngưỡng Thái Dương".

## Kiến trúc

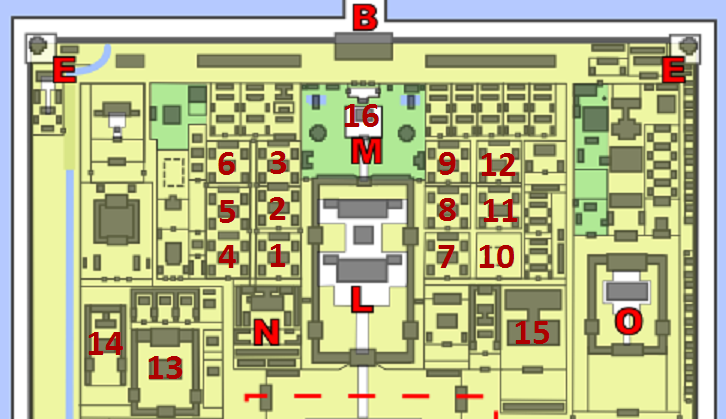
Sơ đồ khu vực Đông-Tây lục cung tại Tử Cấm Thành. Cảnh Dương cung là số (12).

Cảnh Dương cung hướng Nam giáp Vĩnh Hòa cung, hướng đông giáp Chung Túy cung. Lối vào chính của Cảnh Dương cung quay về phía nam. Chính điện ở tiền viện Cảnh Dương cung rộng 3 gian, lợp ngói tráng men màu vàng, khác với năm cung điện khác ở Đông Lục Cung. Trong chính điện cho treo một tấm biển ngự bút của Càn Long chữ "Nhu Gia Túc Kính" (柔嘉肃敬). Trần nhà trạm khắc đôi hạc, mái hiên bên trong trang trí bằng tranh màu, trong nhà lát gạch vuông, phía trước sảnh là lễ đài. Chính điện của hậu viện gọi là "Ngự Thư Phòng" (御书房), rộng 5 gian, cửa ra vào trong phòng sáng sủa, mái lợp ngói lưu ly màu vàng. Vào thời Càn Long nhà Thanh, cuốn sách "Mao Thi" của Hoàng đế Tống Cao Tông và "Thi Kinh Đồ" do Mã Hòa Chi vẽ ở đây. Cách bức tranh Cung Huấn Đồ treo tại Đông Tây lục cung cũng được lưu trữ ở đây. Phía đông và tây là 3 gian nhà, mái lợp ngói lưu ly màu vàng, các mái hiên trang trí bằng những bức tranh sặc sỡ, tây nam có một cái giếng. Đông điện được gọi là "Tĩnh Quan Trai", Tây điện gọi là "Cổ Giám Trai".